# Ханс Зайдеман
Ханс Зайдеман (на немски: Hans Seidemann) (1901 – 1967) е немски генерал от Военновъздушните сили (Луфтвафе) по време на Втората световна война.

## Военни години
Между двете световни войни Зайдеман е трениран като пилот на ВВС в таен център за обучение Липецк, Съветски съюз. Той също участва в третата и четвъртата МАФ – Международен туристически Самолетен конкурс за състезанитео през 1932 г. (7-о място) и състезанитео през 1934 г. (3-то място).

## Награди
- Испански кръст – златен с мечове (6 юни 1939 г.)[1]
- Железен кръст (1939 г.)
  - II степен (25 септември 1939 г.)[1]
  - I степен (20 май 1940 г.)[1]
- Рицарски кръст с дъбови листа
  - Носител на Рицарски кръст (20 март 1942 г.) като Полковник от Генералния щаб и началник на Генералния щаб на 2-ри въздушен флот
  - Носител на дъбови листа №658 (18 ноември 1944 г.) като Генерал-лейтенант и генерал-комендант на 8-и авиокорпус
- Споменат във „Вермахтберихт“ (ежедневния доклад на Висшето командване на Вермахта. Упоменаването в него се е считало за изключителна чест) на 20 февруари 1944 г.